# Luke Plapp
Lucas Plapp, detto Luke (Melbourne, 25 dicembre 2000), è un ciclista su strada e pistard australiano che corre per il Team Jayco AlUla.
È stato medaglia di bronzo olimpica nell'inseguimento a squadre ai Giochi di Tokyo 2020 e medaglia d'argento nella cronometro Under-23 ai mondiali su strada 2021.

## Carriera
Nel 2021 ha vinto il campionato australiano a cronometro; il 30 luglio dello stesso anno ha firmato il primo contratto professionistico, di durata pluriennale, con la Ineos Grenadiers, venendo inizialmente inserito nella rosa della squadra come stagista. Il 4 agosto ha vinto, su pista, la medaglia di bronzo nell'inseguimento a squadre alle Olimpiadi di Tokyo.

## Palmarès

### Strada
- 2018 (Juniores)

Campionati australiani, Prova a cronometro Junior
Campionati oceaniani, Prova a cronometro Junior
- 2019 (Under-23, una vittoria)

2ª tappa Tour of the Tropics
- 2020 (Under-23, una vittoria)

Campionati australiani, Prova a cronometro Under-23
- 2021 (Under-23, due vittorie)

2ª tappa Santos Festival of Cycling (Birdwood > Lobethal)
Campionati australiani, Prova a cronometro
- 2022 (Ineos Grenadiers, una vittoria)

Campionati australiani, Prova in linea
- 2023 (Ineos Grenadiers, una vittoria)

Campionati australiani, Prova in linea
- 2024 (Team Jayco AlUla, due vittorie)

Campionati australiani, Prova a cronometro
Campionati australiani, Prova in linea
- 2025 (Team Jayco AlUla, tre vittorie)

Campionati australiani, Prova a cronometro
2ª tappa International Tour of Hellas (Agrinio > Arachova)
8ª tappa Giro d'Italia (Giulianova > Castelraimondo)

#### Altri successi
- 2019 (Under-23)

Oostende-Konterdam
Buggenhout
5ª tappa Tour of the Great South Coast (Naracoorte, cronosquadre)
- 2021 (Under-23)

Classifica scalatori Santos Festival of Cycling
Classifica giovani Santos Festival of Cycling
- 2023 (Ineos Grenadiers)

2ª tappa Tour of Bright (Bright > Bright, cronometro)
3ª tappa Tour of Bright (Bright > Dingo Dell)
Classifica generale Tour of Bright
- 2024 (Team Jayco AlUla)

2ª tappa Tour of Bright (Buckland > Buckland, cronometro)
Classifica generale Tour of Bright

### Pista
- 2018 (Juniores)

Campionati del mondo, Corsa a punti Juniores
Campionati del mondo, Americana Juniores (con Blake Quick)
- 2019

Campionati australiani, Inseguimento individuale
Campionati oceaniani, Inseguimento a squadre (con Godfrey Slattery, Josh Duffy e Conor Leahy)
5ª prova Coppa del mondo 2019-2020, Inseguimento a squadre (Brisbane, con Sam Welsford, Alexander Porter, Leigh Howard e Kelland O'Brien)
Campionati australiani, Inseguimento a squadre (con Kelland O'Brien, Godfrey Slattery e Leigh Howard)

## Piazzamenti

### Grandi Giri
- Giro d'Italia

2024: 52º
2025: ritirato (17ª tappa)
- Tour de France

2025: 121º
- Vuelta a España

2022: 94º

### Classiche monumento
- Milano-Sanremo

2024: 65º

### Competizioni mondiali
- Campionati del mondo su strada

Innsbruck 2018 - Cronometro Junior: 2º
Innsbruck 2018 - In linea Junior: 50º
Fiandre 2021 - Cronometro Under-23: 2º
Wollongong 2022 - Cronometro Elite: 12º
Wollongong 2022 - In linea Elite: ritirato
Wollongong 2022 - Staffetta mista: 3º
Glasgow 2023 - In linea Elite: ritirato
Glasgow 2023 - Staffetta mista: ritirato
- Campionati del mondo su pista

Aigle 2018 - Inseguimento a squadre Junior: 3º
Aigle 2018 - Corsa a punti Junior: vincitore
Aigle 2018 - Americana Junior: vincitore
Berlino 2020 - Inseguimento a squadre: 4º
Berlino 2020 - Inseguimento individuale: 13º
Roubaix 2021 - Americana: 8º
- Giochi olimpici

Tokyo 2020 - Inseguimento a squadre: 3º
Parigi 2024 - Cronometro: ritirato